# Марк Нумий Сенецио Албин (консул 263 г.)
Вижте пояснителната страница за други личности с името Марк Нумий Сенецио Албин.
Марк Нумий Сенецио Албин (на латински: Marcus Nummius Attidius Senecio Albinus) е политик и сенатор на Римската империя през 3 век.

## Биография
Произлиза от фамилията Нумии. Син е на Марк Нумий Сенецио Албин (консул 227 г.).
Той е суфектконсул през 256 г. и praefectus urbi на Рим от 261 до 263 г. През 263 г. Албин е консул заедно с Декстер.